# José Miguel Alemán
José Miguel Alemán Healy (Ciudad de Panamá,Panamá, 8 de mayo de 1956) es un político y diplomático panameño, candidato presidencial en las Elecciones generales de Panamá de 2004. En septiembre de 2024 fue designado Embajador de Panamá ante los Estados Unidos.

## Biografía
Pasó una parte importante de su infancia viviendo en Washington D. C. mientras su padre, Roberto Alemán Zubieta, se desempeñaba como uno de los principales negociadores de los Tratados Robles-Johnson y más tarde como Embajador de Panamá en los Estados Unidos (1968-69). Su hermano es Jaime Alemán, abogado panameño y embajador de Panamá en Estados Unidos. 
Ingresó por primera vez a la política panameña en las elecciones de 1994, cuando se postuló para un cargo en la Asamblea Nacional en representación del Partido Arnulfista, del cual fue miembro fundador. Aunque no tuvo éxito, permaneció activo en su partido y se desempeñó como ministro de Relaciones Exteriores desde septiembre de 1999 hasta enero de 2003, durante la presidencia de Mireya Moscoso (1999- 2004).
En las elecciones generales de Panamá de 2004, fue candidato del Partido Arnulfista, recibiendo el 16% de los votos.
Está casado con Victoria Dutari Martinelli de Alemán y tiene dos hijos: Miguel Alemán Dutari, nacido en 1987 y Felipe José Alemán Dutari, nacido en 1991.
Sirvió en el Consejo Nacional de Relaciones Exteriores (Conarex), de 2009 a 2014.Es director de Aramo Fiduciary Services Inc. y socio de Arias, Alemán & Mora.